# Osiedle Szkolne (Kraków)
Osiedle Szkolne (do roku 1958 osiedle B-1) – zabytkowe osiedle mieszkaniowe w Krakowie wchodzące w skład Dzielnicy XVIII Nowa Huta, niestanowiące jednostki pomocniczej niższego rzędu w ramach dzielnicy.
Os. Szkolne jest typowym osiedlem o architekturze socrealistycznej. Charakteryzuje się zwartą zabudową, ciągami potężnych pięcio- i sześciokondygnacyjnych budynków przedzielonych bramami - przewiązkami. Bloki te usytuowane są wzdłuż głównych ulic. Wewnątrz osiedla występują w wielu miejscach charakterystyczne podwórka przeważnie obsadzone zielenią. Tam usytuowane są też szkoły, przedszkole, przychodnia lekarska, place zabaw i inne budynki użyteczności publicznej. Punkty usługowe i sklepy ulokowane są w parterowej części budynków mieszkalnych na zewnątrz osiedla. Na budynkach występują elementy dekoracyjne charakterystyczne dla socrealizmu : ryzality, gzymsy, portale, słupy imitujące kolumny, pilastry i inne. W zwieńczeniach najwyższych budynków, przede wszystkim w narożnikach głównych ulic, spotyka się attyki, które zasłaniają płaskie dachy.
Osiedle Szkolne wybudowano w latach 1950–1955. Autorem układu urbanistycznego osiedla był Stanisław Juchnowicz z krakowskiego Miastoprojektu. Projekt architektoniczny wykonano w pracowni K. Karasińskiego m.in. przez W. Leonowicza, M. Kuźniara, M. Krzywanka, M. Koguta, w latach 1952–1955.
Szkoły i inne placówki oświatowe:
- os. Szkolne 18 – Zespół Szkół Zawodowych nr 2 w Krakowie os. Szkolne 18
- os. Szkolne 26 – Zespół Szkół Elektrycznych nr 2 (dawne Technikum Elektryczne)

Budynek zespołu szkół elektrycznych został wybudowany w 1954 roku według projektu Jana Suligi. Był to w tamtym czasie budynek nowoczesny, posiadał tzw. system gabinetowy tzn. obok sali lekcyjnej znajdowało się zaplecze techniczne. Wewnątrz była sala kinowa, dwie sale gimnastyczne, a na zewnątrz własne boisko, na które ze szkoły można było wyjść przez taras z tralkami kamiennymi.
- os. Szkolne 37 – Zespół Szkół Mechanicznych nr 3 (dawne Technikum Hutniczo-Mechaniczne)

Budynek szkoły znajduje się na zewnątrz osiedla przy skrzyżowaniu ulic Bulwarowej i Al. Solidarności. Został zaprojektowany przez Jana Suligę, wnętrze przez Kazimierza Karasińskiego. Wybudowany został w latach 50. XX w. Gmach składa się z czterech skrzydeł, które otaczają wewnętrzny dziedziniec. W centralnej części elewacji od strony Al. Solidarności znajduje się ryzalit. W części parterowej widocznych jest sześć filarów prostokątnych poprzedzonych schodami. Za nimi w głębi główne wejście do szkoły i przeszklona ściana. Powyżej portyk składający się z sześciu zdwojonych słupów o przekroju okrągłym stojących na cokołach. Zajmują one kondygnacje pierwszego i drugiego piętra. Cokoły są połączone metalowymi balustradami. W głębi widoczne dwa rzędy okien. Na pierwszym piętrze zastosowano okna typu porte-fenetre. W bocznym skrzydle od strony ul. Bulwarowej na pierwszym piętrze w centrum znajduje się loggia z dwoma podwójnymi słupami. Na parterze w centralnej części umieszczono podpiwniczony taras otoczony betonową balustradą, na który można wejść ze środka szkoły a także z zewnątrz po betonowych schodach. W skrzydle równoległym do frontowego przez dwie bramy zamknięte metalowymi kratami można wejść na wewnętrzny dziedziniec. Kolejne skrzydło od strony bloku nr 33 poprzedza pas zieleni obsadzony drzewami. Pod budynkiem szkoły znajduje się schron przeciwlotniczy, który jest obecnie (2020 r.) częścią trasy turystycznej Podziemna Nowa Huta.
Przed Zespołem Szkół Mechanicznych nr 3 znajduje się pomnik generała Władysława Sikorskiego, patrona szkoły.
- os. Szkolne 21 Centrum Kształcenia Zawodowego i Ustawicznego w Krakowie
- os. Szkolne 31 Samorządowe Przedszkole nr 102 w Krakowie
- os. Szkolne 17 Bursa szkolnictwa ponadpodstawowego nr 2
- os. Szkolne 19 Internat Zespołu szkół Zawodowych nr 2

Inne obiekty:
- os. Szkolne 25 – Teatr Łaźnia Nowa
- os. Szkolne 39 – Międzyszkolny Ośrodek Sportowy Kraków „Wschód”, kompleks obiektów sportowych. Placówka prowadzi zajęcia sportowo - rekreacyjne dla dzieci i młodzieży. Ośrodek współpracuje z klubem sportowym MKS „Krakus Nowa Huta”[3] .
- os. Szkolne 5 – Młodzieżowy Dom Kultury im. J. Korczaka
- os. Szkolne 9 –  Niepubliczny Zakład Opieki Zdrowotnej Szkolne
- os. Szkolne 34 – Miejski Ośrodek Pomocy Społecznej filia nr 4
- os. Szkolne 28 – Dom Pomocy Społecznej
- os. Szkolne 27 – Centrum Administracyjne nr. 2 Placówka Opiekuńczo - wychowawcza typu socjalizacyjnego.
- os. Szkolne 14 – Naprawa parasoli Jagiełło Małgorzata. Firma działa od 1962 roku[4] .
- os. Szkolne 1 –  Pracownia zegarmistrzowska Szybowski Janusz, działa od 1973 roku[5] .

Nieistniejące miejsca:
- os. Szkolne 35 – Kawiarnia Mozaika

Kawiarnia została otwarta w kwietniu 1969 r. na os. Szkolnym 35 w miejscu dawnej cukierni Krasnoludek. Mozaika była lokalem na 120 miejsc konsumpcyjnych z bufetem i obszerną szatnią. Wnętrze zaprojektował Andrzej Kurkiewicz. We wnętrzu umieszczono cztery prostokątne filary różnej szerokości utworzone z dwóch ścianek pokrytych ażurowymi płytami ceramicznymi ze Spółdzielni Kamionka w Łysej Górze. Dzielą one salę na aneksy. Autorem  mozaik na ściankach jest Witold Skulicz. Każdy filar jest inny pod względem plastycznym i kolorystycznym. Dominują barwy szare i błękitne. Okładzina ceramiczna ozdobiona jest asymetrycznymi nakładkami. Na początku lat 90. XX w. kawiarnia została sprywatyzowana.  W latach 2013–2016 była zamknięta, w 2016 na krótko wznowiła działalność, ale już pod koniec 2016 całkowicie zniknęła z listy placówek kulinarnych Nowej Huty. Obecnie w lokalu działa Stowarzyszenie Pomocy Socjalnej Gaudium ET SPES .
- os. Szkolne 39 – Teatr Nurt

Pierwszy nowohucki teatr, działał w latach 1952–1955 w baraku, w miejscu dzisiejszego Międzyszkolnego Ośrodka Sportowego Kraków „Wschód”.
- os. Szkolne 3 – świetlica Związku Uchodźców Politycznych z Grecji im. Nikosa Belojanise

W latach 1949–1951 Polska przyjęła 14 tys. uchodźców z Grecji i Macedonii. Byli to zwolennicy Demokratycznej Armii Grecji w czasie wojny domowej z siłami rządowymi. Wielu z nich zamieszkało w Nowej Hucie. W świetlicy na os. Szkolnym spotykali się, organizowali imprezy, uczyli się języka polskiego .
- os. Szklone 27 – Szkoła Podstawowa nr 84 im. Marii Dąbrowskiej
- przed budynkiem przedszkola nr. 102 – fontanna (pozostał nieczynny basen)
- os. Szkolne 5  – Klub Towarzystwa Przyjaźni Polsko – Radzieckiej[11]
- os. Szkolne 35 – Bar mleczny „Przodownik”[12]

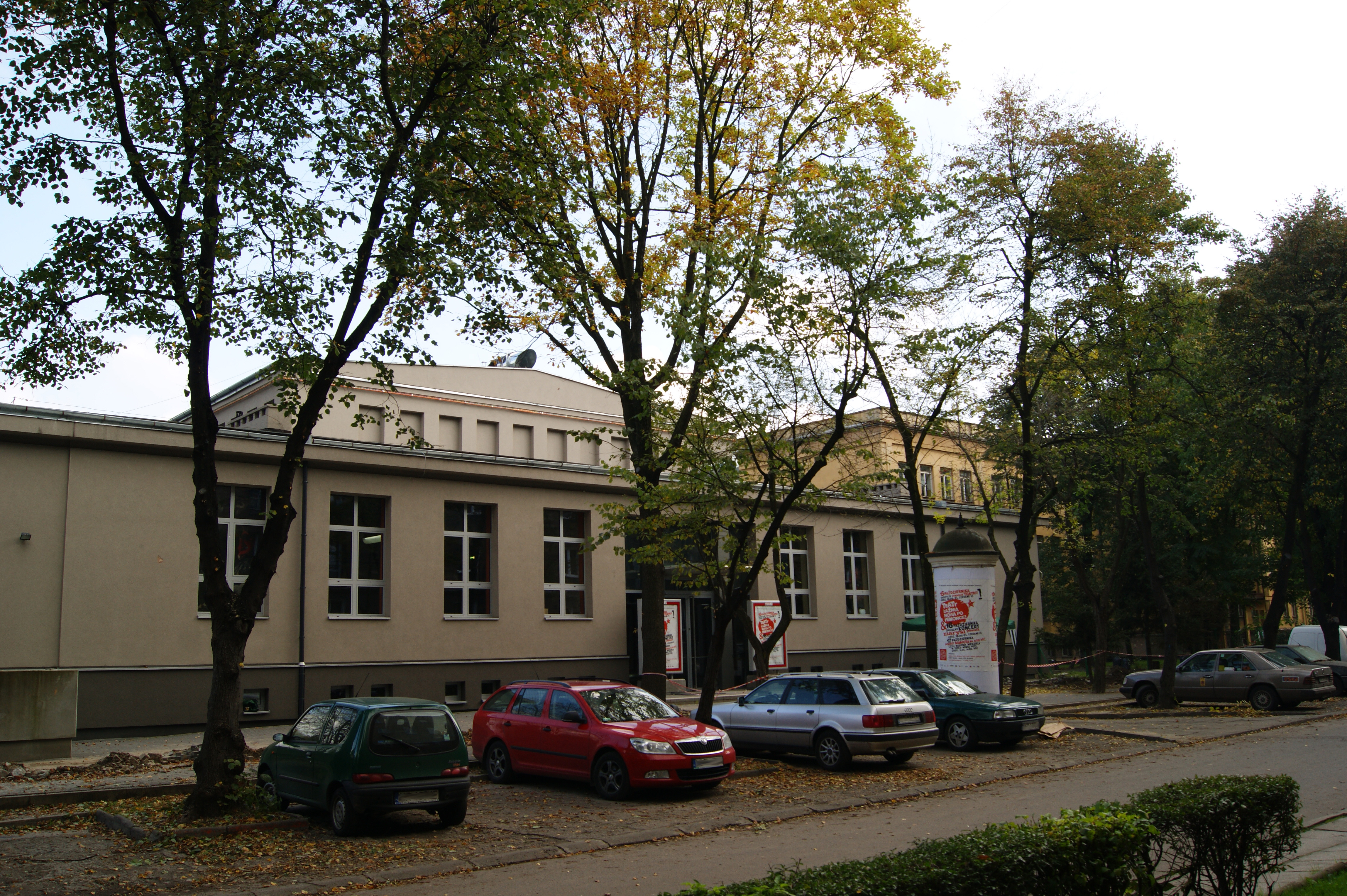
Teatr Łaźnia Nowa
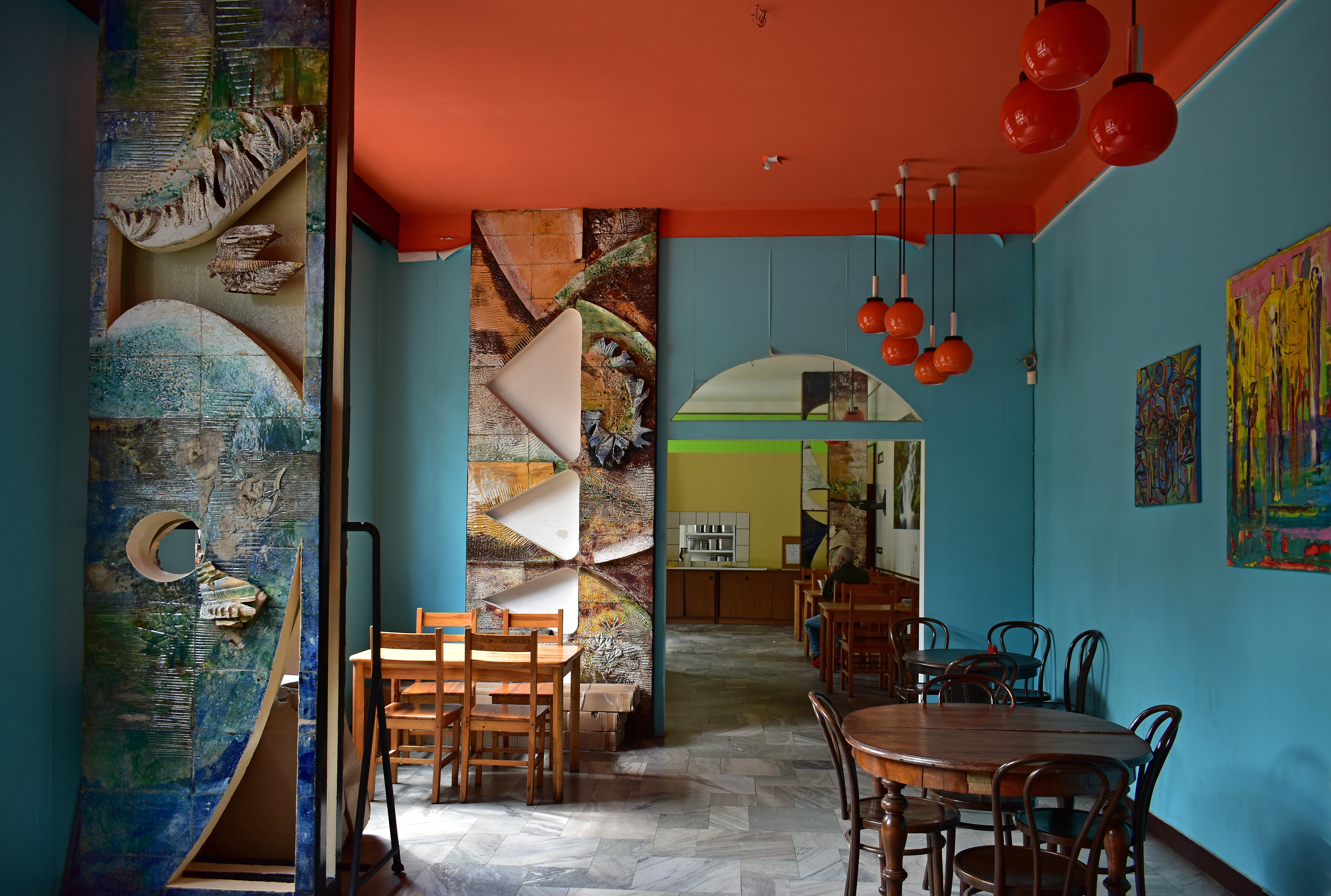
Dawna kawiarnia Mozaika, wnętrze w kolorach szarym i błękitnym
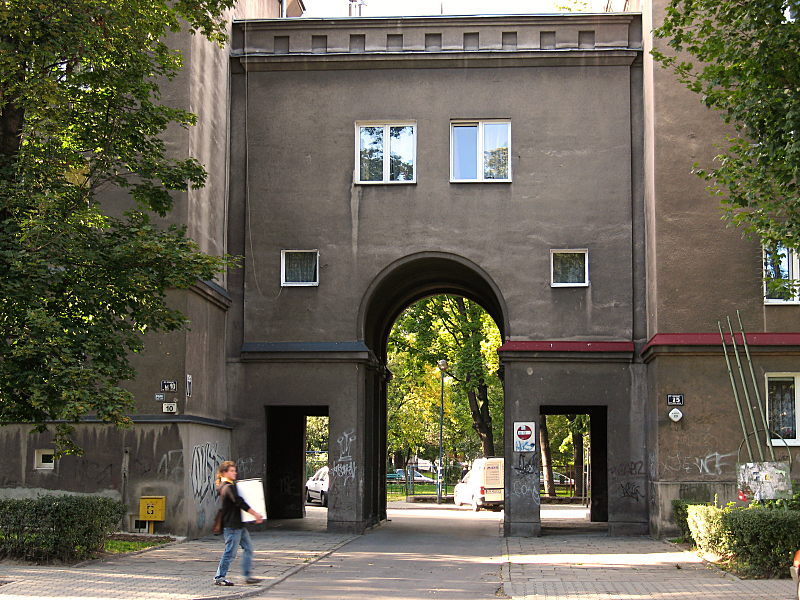
Jedna z bram na os. Szkolnym
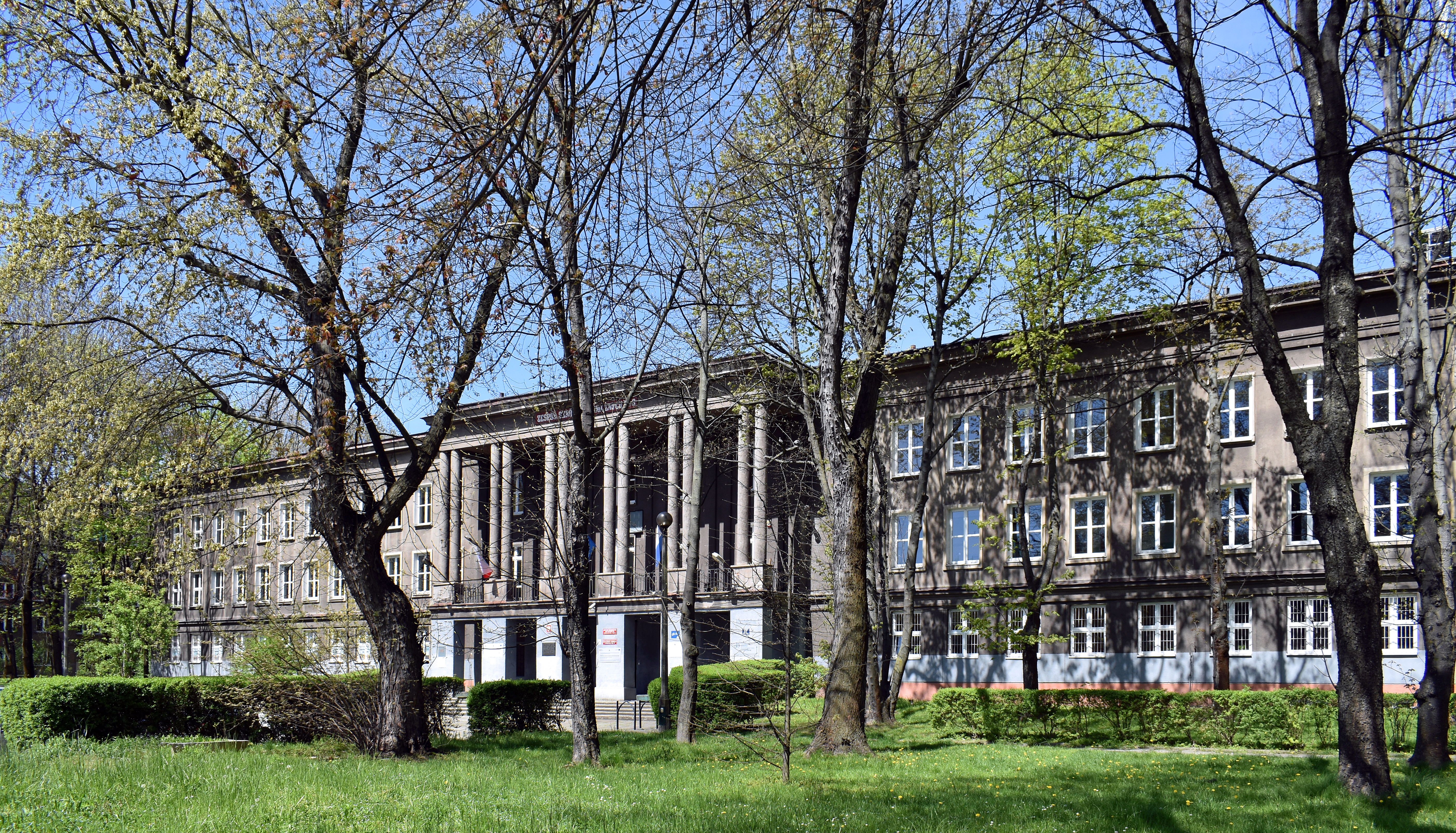
Zespół Szkół Mechanicznych nr 3. Potężne elementy dekoracyjne charakterystyczne dla socrealizmu-portyk, słupy imitujące kolumny stojące na cokołach.
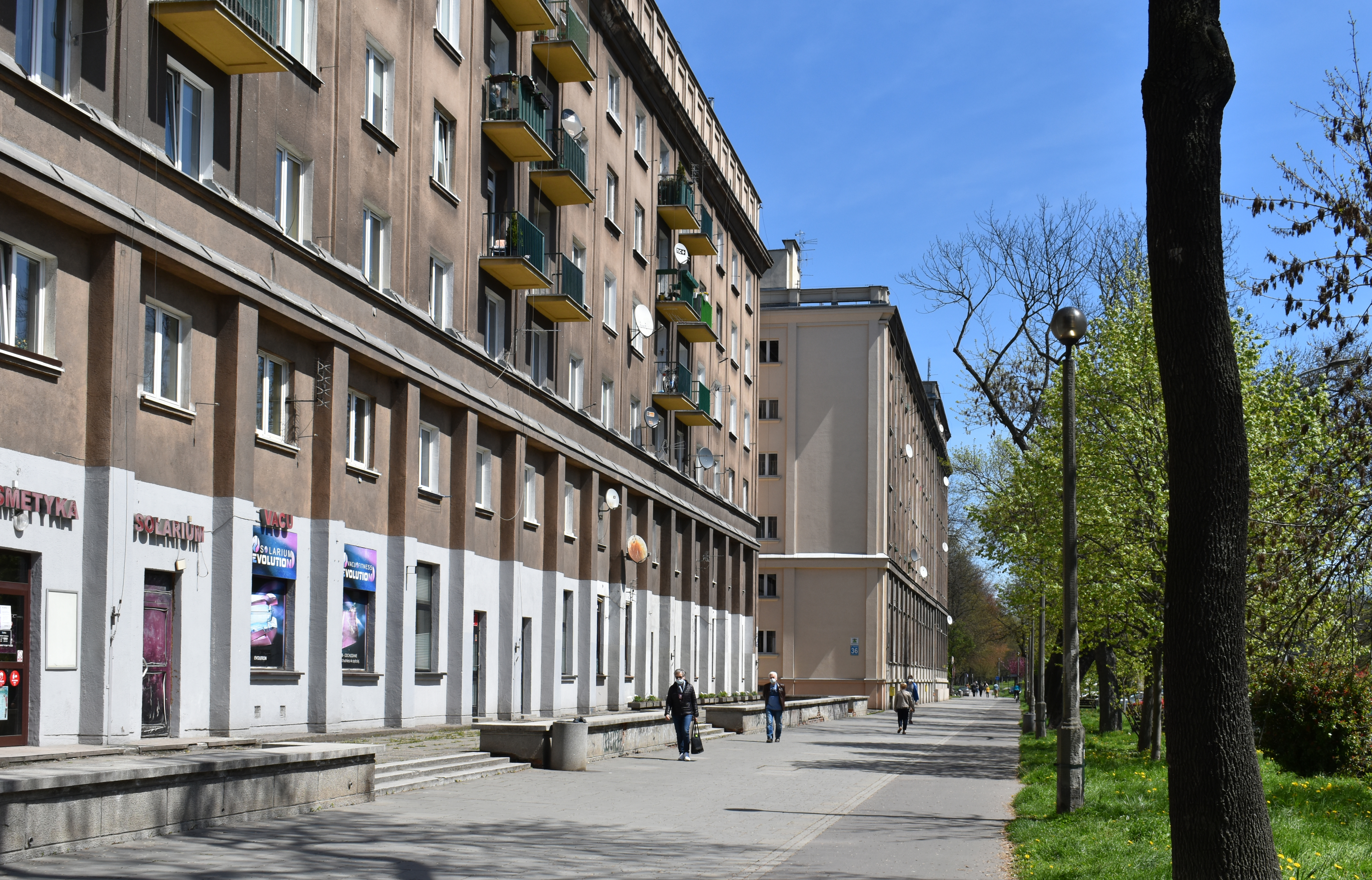
Potężne pięciopiętrowe socrealistyczne bloki z elementami dekoracyjnymi charakterystycznymi dla socrealizmu: ryzalitami, gzymsami, pilastrami, attykami. Osiedle Szkolne 35 i 36
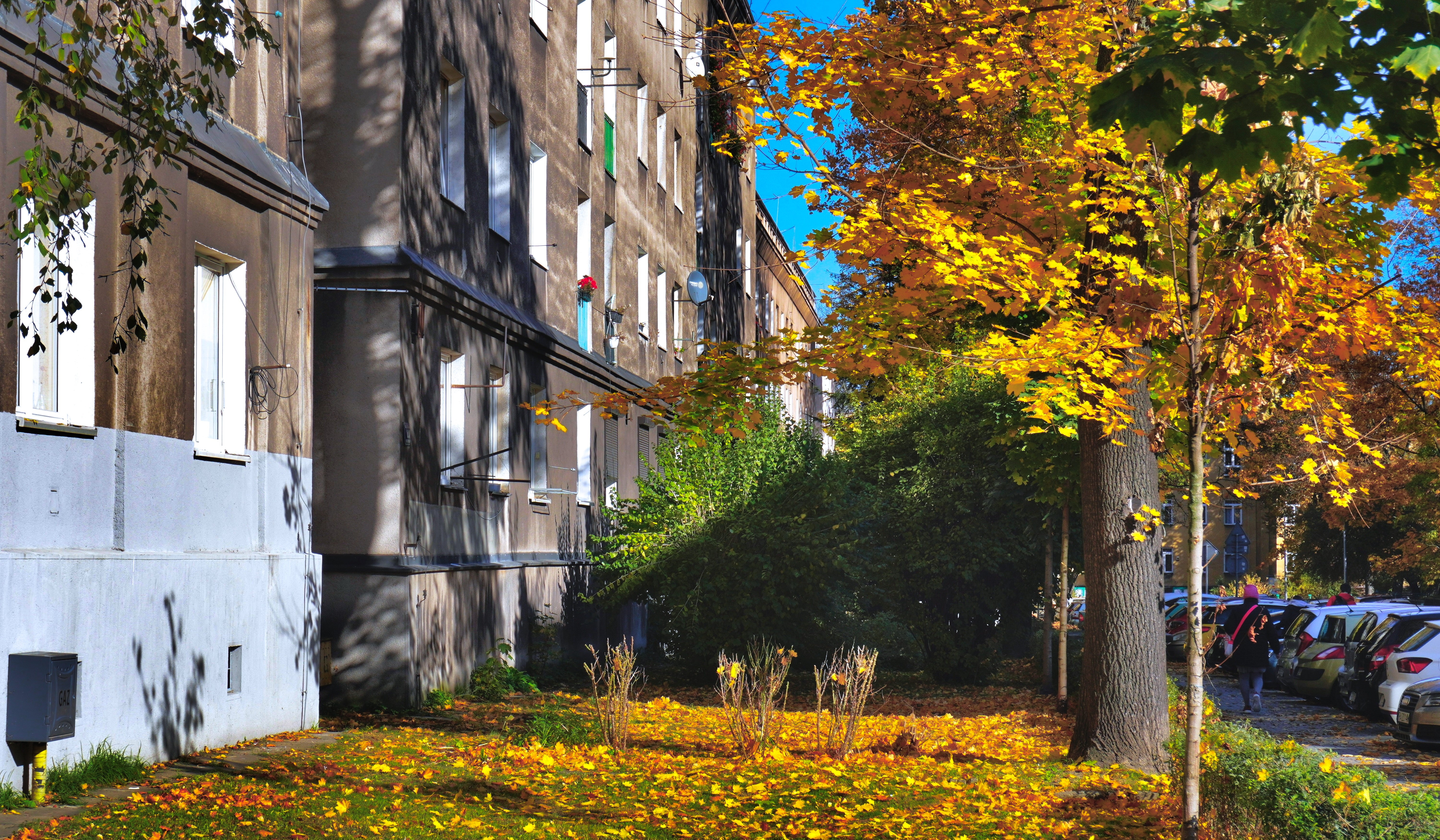
Widok od ul. Rydza-Śmigłego (os. Szkolne 10)
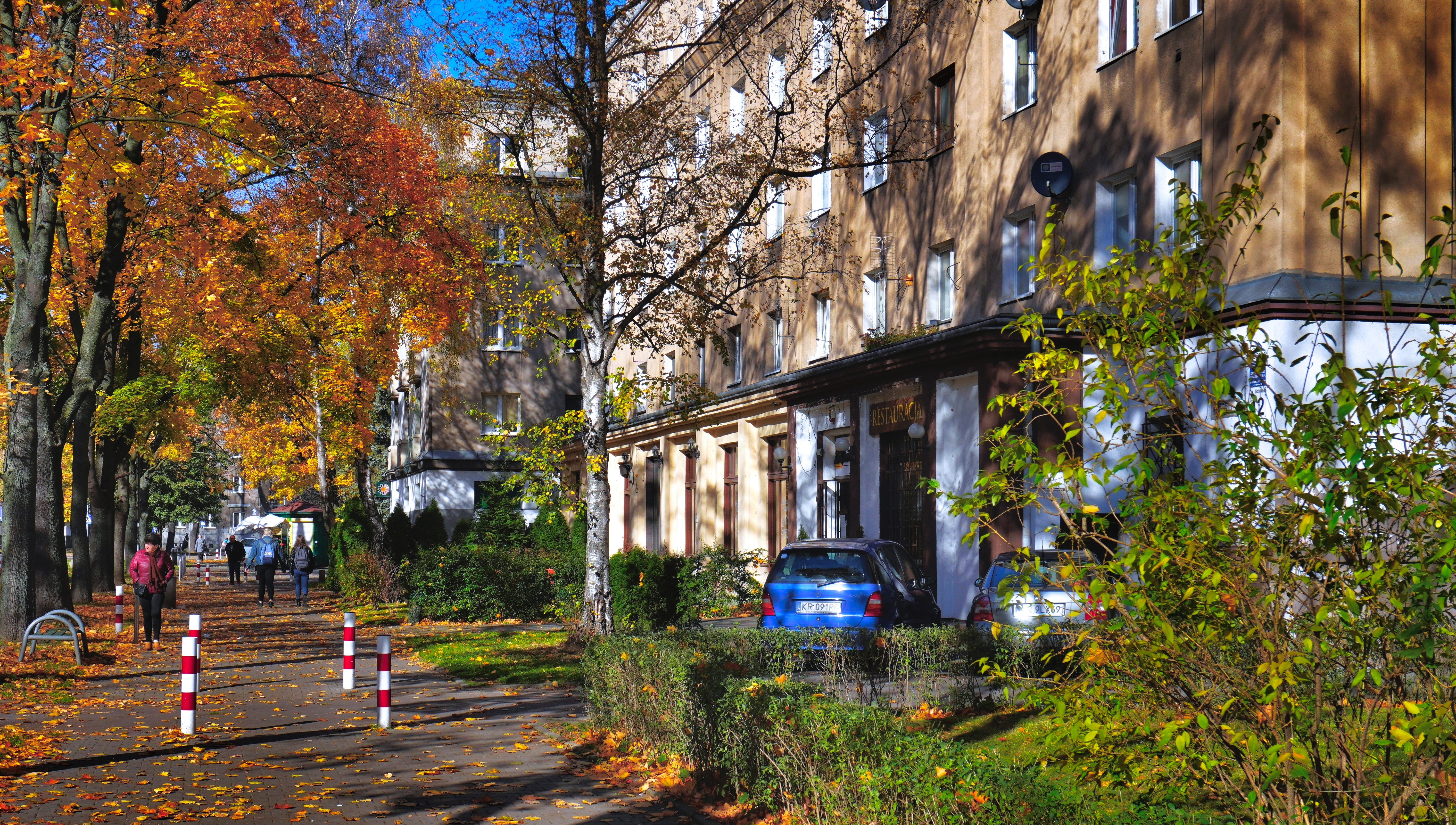
Widok od ul. Struga (os. Szkolne 12 i 13)
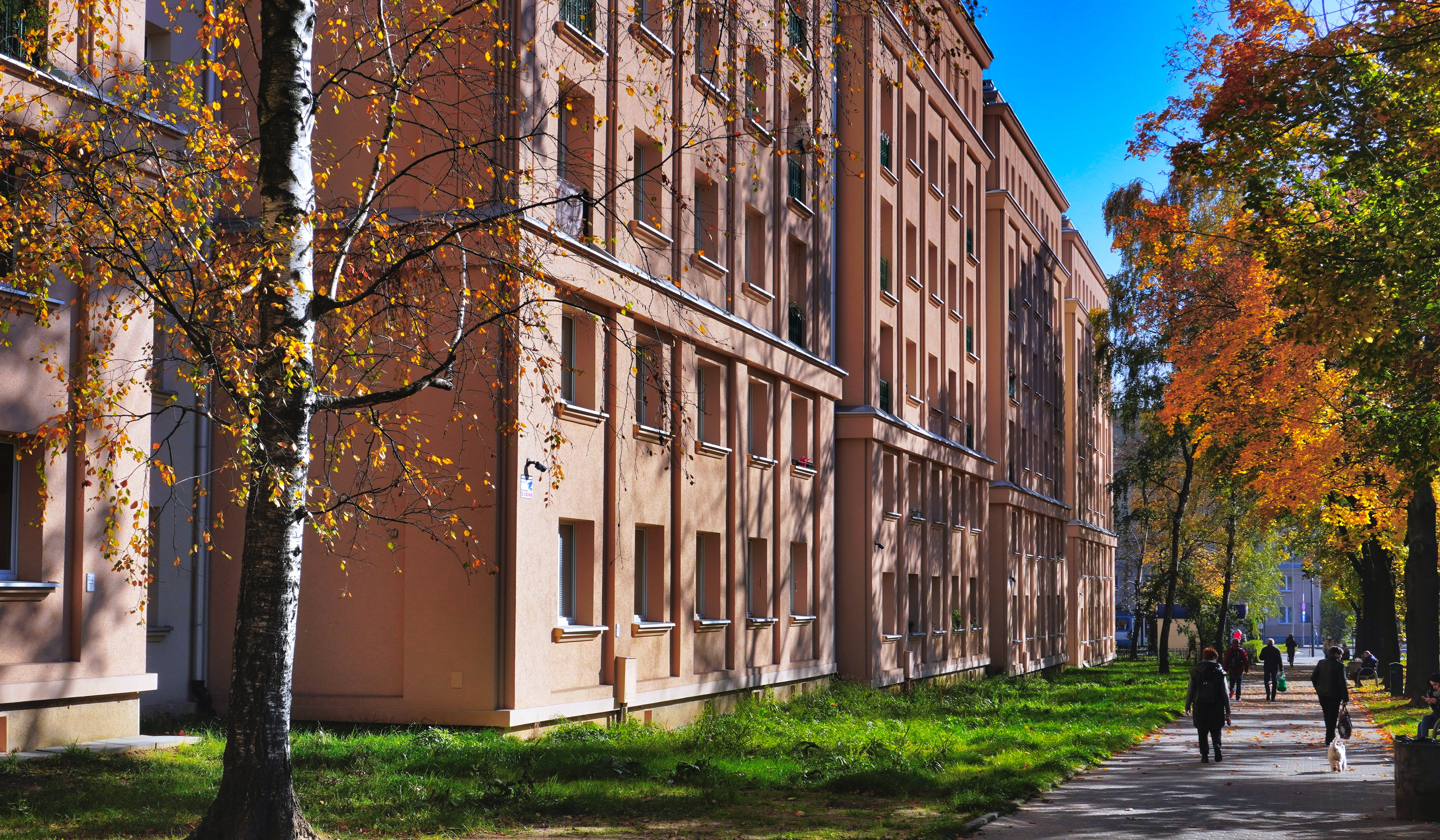
Widok od ul. Struga (os. Szkolne 2)
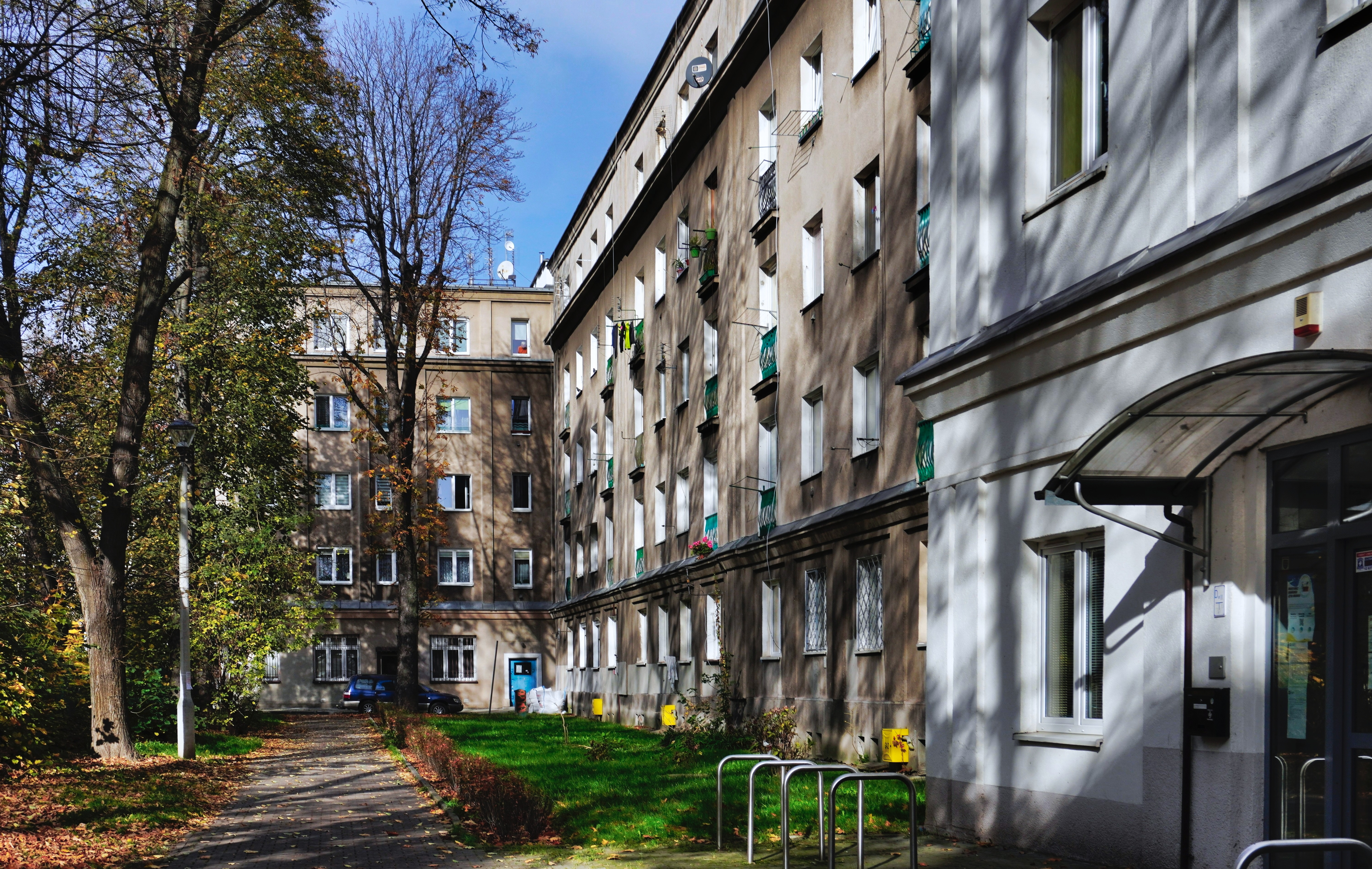
Wnętrze osiedla (os. Szkolne 30, 32 i 34)
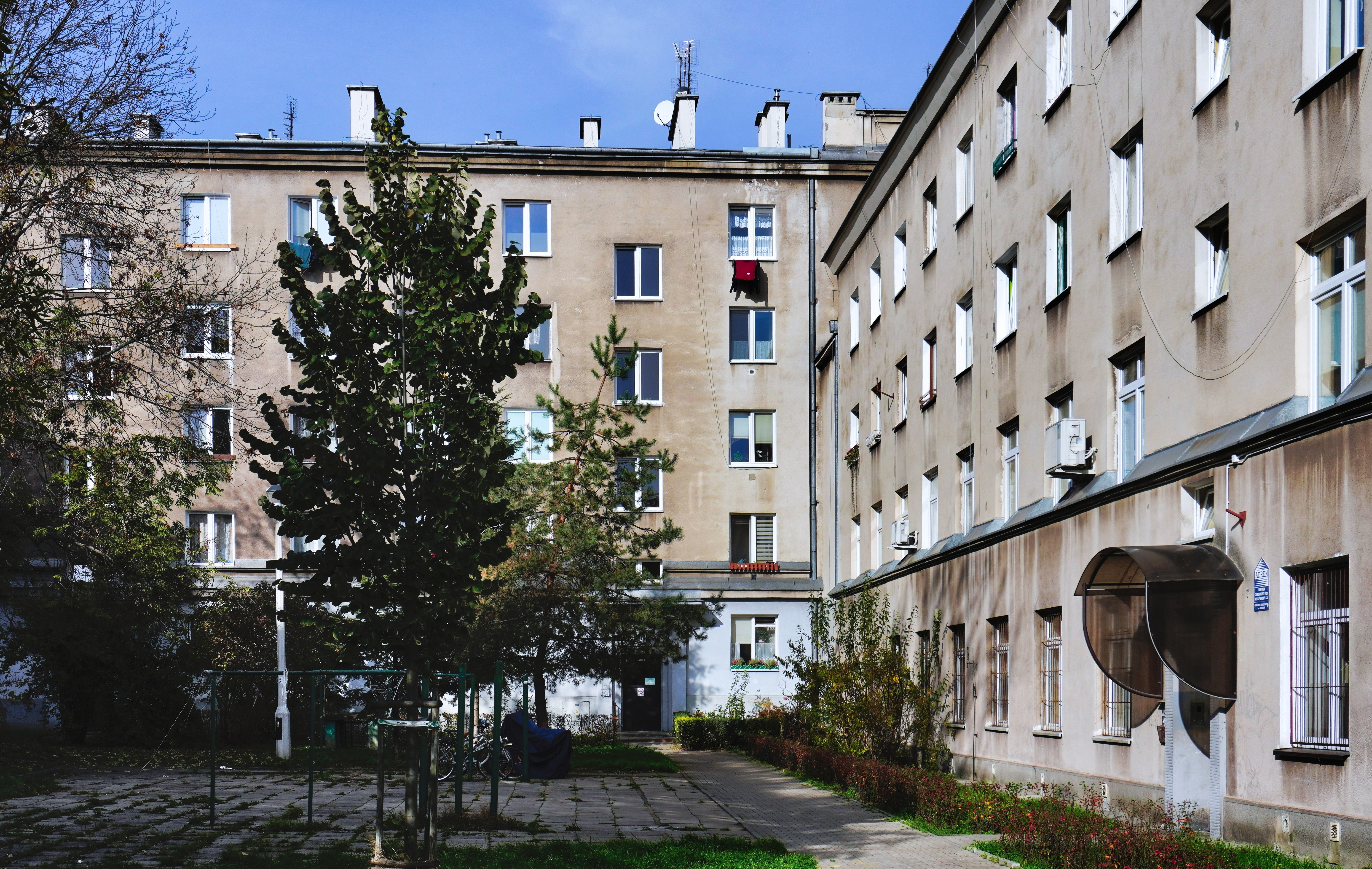
Wnętrze osiedla (os. Szkolne 8 i 9)
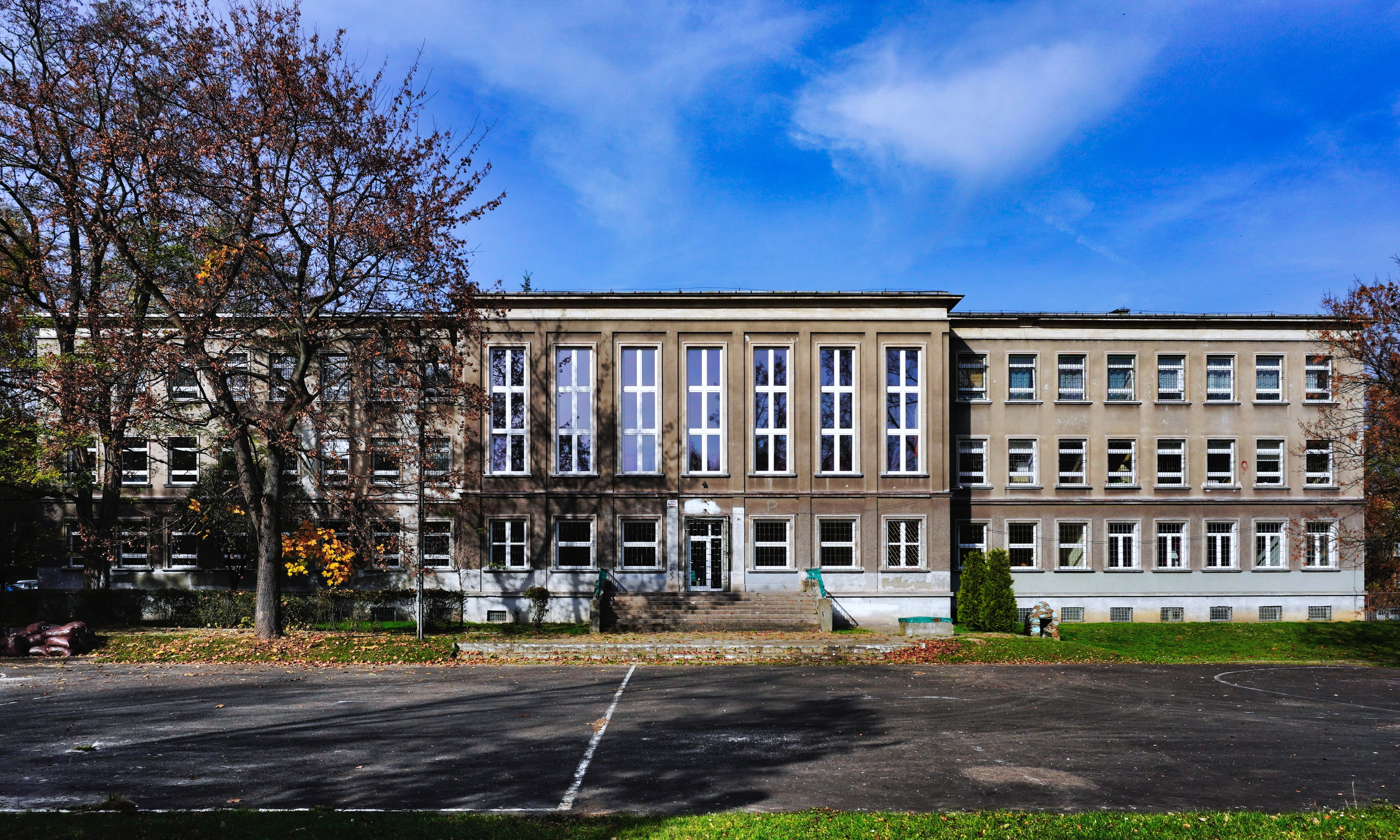
Zespół Placówek Opiekuńczo-Wychowawczych nr 1
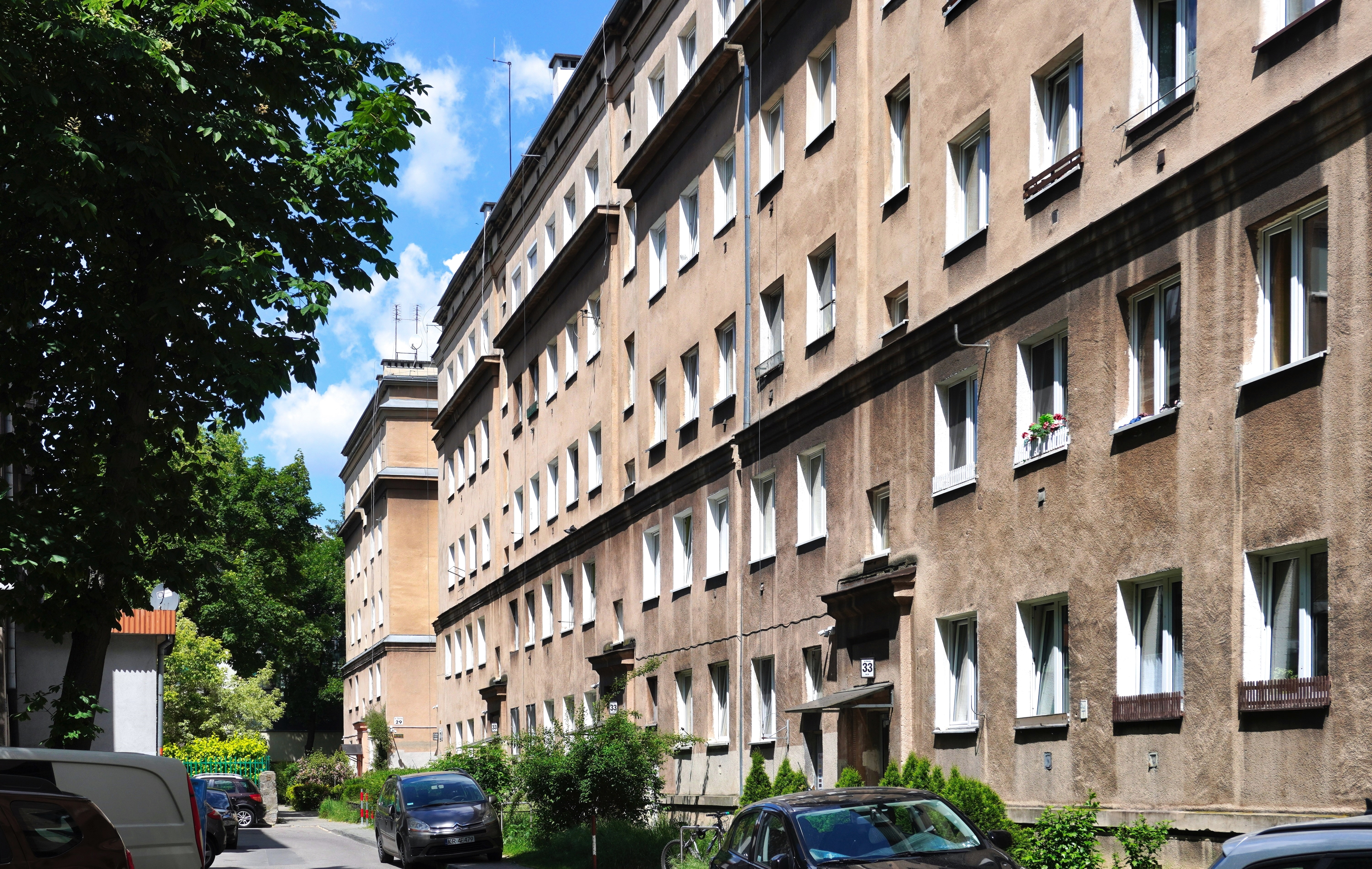
Wnętrze osiedla (os. Szkolne 29 i 33)